# Lawrence Teeter
Lawrence Teeter (1949 (date exacte inconnue) – 31 juillet 2005 à Conchitas, Mexique) était un avocat américain connu pour avoir défendu Sirhan Sirhan, l'homme inculpé pour l'assassinat de Robert F. Kennedy. Teeter est mort à Conchitas, au Mexique, d'un état grave de lymphome,.

## Biographie
Teeter devint l'avocat de Sirhan Sirhan en 1994 et essaya à plusieurs reprises d'obtenir une révision du jugement de son client dans le but de laver son nom, ce à quoi il ne parvint cependant pas, jusqu'à sa mort. 
En outre, Teeter plaida dans d'autres affaires, sans faire payer de quelconques honoraires, pour la majorité d'entre elles. En 2002, il aida un groupe de plaignants à s'opposer à un plan de réfection du Hollywood Bowl de Los Angeles. Malgré cela, les travaux eurent lieu et le Bowl fut rouvert en 2004.

## Source
- (en) Cet article est partiellement ou en totalité issu de l’article de Wikipédia en anglais intitulé « Lawrence Teeter » (voir la liste des auteurs).